# Тавро
Тавро се нарича траен изкуствено създаден белег на домашно животно с цел неговото разпознаване. Процеса на поставяне на тавро се нарича тавриране. Най-често тавро се поставя на коне и говеда и се извършва върху открити части на тялото и по-рядко върху копитата и рогата. То представлява комбинация от числа, букви или символ. Съществуват няколко метода за тавриране:
- Изгаряне с нажежено желязо. Този метод е доста драстичен и болезнен за животното. За целта се използва метален уред завършващ с определен символ на върха. Той се нажежава при открит огън и след това се допира до кожата на животното. При това се получава обгаряне на дълбокия слой от кожата, където се намират космените луковици и те безвъзвратно се унищожават. При зарастването на раната причинена при таврирането кожата зараства като на това място не израстват косми. Получава се белег причинен от изгарянето, който става видим.
- Охлаждане. Този метод на тавриране се извършва с подобни метални уреди, но вместо да се нагряват те се охлаждат до много ниски отрицателни температури. Охлаждането му става с помощта на течен азот. Отново се допира до кожата, при което ниската температура поврежда функцията на космената луковица. Косъма от охладена при много ниска температура луковица става с бял цвят и той не се променя до края на живота. Така белега от бели косми придобива формата на охлаждащия го инструмент.
- Тавриране на рога и копита. При този метод обикновено се използва нажежен уред, който се допира до повърхността. Не всички индивиди от даден вид имат рога и не може да се разчита на пълно тавриране при този метод. Таврирането на копитата е нетрайно поради факта, че копитната капсула подобно на ноктите израства и се изтърква. За това е необходимо таврирането да се извършва през шест месеца.